# Blue Whale Mountain
Der Blue Whale Mountain (englisch für Blauwalberg) ist ein 490 m hoher Berg im Norden Südgeorgiens. Er ragt westlich des Blue Whale Harbour auf.
Wissenschaftler der britischen Discovery Investigations kartierten ihn im Jahr 1930 und benannten ihn in Verbindung mit dem gleichnamigen Naturhafen.